# Podwaśki
Podwaśki – kolonia wsi Waśki w Polsce położona w województwie podlaskim, w powiecie hajnowskim, w gminie Narew.
W latach 1975–1998 kolonia administracyjnie należała do województwa białostockiego.
Prawosławni mieszkańcy wsi należą do parafii Podwyższenia Krzyża Pańskiego w Narwi, a wierni kościoła rzymskokatolickiego do parafii pw. Wniebowzięcia Najświętszej Maryi Panny i św. Stanisława Biskupa i Męczennika w Narwi.